# 2342 Lebedev
2342 Lebedev је астероид чија средња удаљеност од Сунца износи 3,221 астрономских јединица (АЈ).
Апсолутна магнитуда астероида је 11,7.